# Kasteel van La Reynarde
Het Kasteel van La Reynarde (Frans: Château de la Reynarde) is een kasteel in de Franse gemeente Marseille (11e arrondissement). Het kasteel is een beschermd historisch monument sinds 1996.